# فرنسيس دبليو. روكويل
فرنسيس دبليو. روكويل (بالإنجليزية: Francis W. Rockwell)‏ هو ضابط أمريكي، ولد في 2 يوليو 1886 في ساوث وودستوك في الولايات المتحدة، وتوفي في 2 يناير 1979 في سانت سيمونز ‏ في الولايات المتحدة.